# Фул-хаус О'Генрі
«Фул-хаус О'Генрі» (англ. O. Henry's Full House) — фільм-антологія, який складається з п'яти епізодів, кожний заснований на оповіданні О. Генрі.

## Сюжет

### "Коп і Гімп"
Режисер - Генрі Костер, за сценарієм Ламара Тротті. З наближенням зими, безхатько вирішує, що настав час його щорічного зимового ув'язнення. Але як би він не намагався, його не заарештовують.

## У ролях
- Фред Аллен
- Енн Бакстер
- Мерілін Монро
- Джинн Крейн
- Чарлз Лоутон
- Грегорі Ратофф
- Девід Вейн